# Atletismo nos Jogos Pan-Americanos de 2007 - 400 m com barreiras masculino
Os 400 metros com barreiras foram um dos eventos do atletismo nos Jogos Pan-Americanos de 2007, no Rio de Janeiro. A prova foi disputada no Estádio Olímpico João Havelange nos dias 25 (semifinais) e 27 de julho (final) com 19 atletas de 16 países.

## Medalhistas
| Ouro   | CAN Adam Kunkel   |
| Prata  | PAN Bayano Kamani |
| Bronze | USA Laron Bennett |

## Recordes
Recordes mundiais e pan-Americanos antes da disputa dos Jogos Pan-Americanos de 2007.
| Tipo                             | Atleta        | Tempo   | Local         | Data                |
| -------------------------------- | ------------- | ------- | ------------- | ------------------- |
|                                  | Kevin Young   | 46.78 s | Barcelona     | 6 de agosto de 1992 |
| Recorde dos Jogos Pan-Americanos | Félix Sánchez | 48.19 s | Santo Domingo | 6 de agosto de 2003 |

## Resultados
- Q: classificação por tempos na série.
- q: classificação por melhores tempos no geral.

### Semifinal
A semifinal foi disputada em 25 de julho.
| Semifinal 1 | Semifinal 1 | Semifinal 1       | Semifinal 1              | Semifinal 1 | Semifinal 1 |
| Result.     | Result.     | Atleta            | País                     | Tempo       | Qual.       |
| Pos.        | Geral       | Atleta            | País                     | Tempo       | Qual.       |
| ----------- | ----------- | ----------------- | ------------------------ | ----------- | ----------- |
| 1           | 4           | Félix Sánchez     | DOM República Dominicana | 49.42 s     | Q           |
| 2           | 6           | Raphael Fernandes | BRA Brasil               | 49.53 s     | Q           |
| 3           | 11          | Luis Yacnier      | CUB Cuba                 | 50.04 s     |             |
| 4           | 13          | Allan Ayala       | GUA Guatemala            | 51.20 s     |             |
| 5           | 14          | Jonathan Gibson   | PAN Panamá               | 51.31 s     |             |
| 6           | 15          | Steve Delice      | HAI Haiti                | 51.51 s     |             |
| 7           | 19          | Mikel Thomas      | TRI Trinidad e Tobago    | 1 m 05.80 s |             |

| Semifinal 2 | Semifinal 2 | Semifinal 2        | Semifinal 2        | Semifinal 2 | Semifinal 2 |
| Result.     | Result.     | Atleta             | País               | Tempo       | Qual.       |
| Pos.        | Geral       | Atleta             | País               | Tempo       | Qual.       |
| ----------- | ----------- | ------------------ | ------------------ | ----------- | ----------- |
| 1           | 1           | Laron Bennett      | USA Estados Unidos | 49.09 s     | Q           |
| 2           | 7           | Bayano Kamani      | PAN Panamá         | 49.78 s     | Q           |
| 3           | 8           | Mahau Suguimati    | BRA Brasil         | 49.83 s     | q           |
| 4           | 9           | Jonathan Williams  | BIZ Belize         | 49.84 s     |             |
| 5           | 10          | Sergio Hierrezuelo | CUB Cuba           | 49.90 s     |             |
| 6           | 17          | Luis Montenegro    | CHI Chile          | 51.58 s     |             |

| Semifinal 3 | Semifinal 3 | Semifinal 3    | Semifinal 3    | Semifinal 3 | Semifinal 3 |
| Result.     | Result.     | Atleta         | País           | Tempo       | Qual.       |
| Pos.        | Geral       | Atleta         | País           | Tempo       | Qual.       |
| ----------- | ----------- | -------------- | -------------- | ----------- | ----------- |
| 1           | 2           | Adam Kunkel    | CAN Canadá     | 49.27 s     | Q           |
| 2           | 3           | Dean Griffiths | JAM Jamaica    | 49.37 s     | Q           |
| 3           | 5           | Javier Culson  | PUR Porto Rico | 49.46 s     | q           |
| 4           | 12          | Andrés Silva   | URU Uruguai    | 50.60 s     |             |
| 5           | 16          | Andretti Bain  | BAH Bahamas    | 51.53 s     |             |
| 6           | 18          | Jonnie Lowe    | HON Honduras   | 53.05 s     |             |

### Final
A final dos 400 metros com barreiras foi disputada em 27 de julho as 19:00 (UTC-3).
| Pos.              | Atleta            | País                     | Tempo   |
| ----------------- | ----------------- | ------------------------ | ------- |
| Medalha de ouro   | Adam Kunkel       | CAN Canadá               | 48.24 s |
| Medalha de prata  | Bayano Kamani     | PAN Panamá               | 48.70 s |
| Medalha de bronze | Laron Bennett     | USA Estados Unidos       | 49.07 s |
| 4                 | Félix Sánchez     | DOM República Dominicana | 49.28 s |
| 5                 | Dean Griffiths    | JAM Jamaica              | 49.30 s |
| 6                 | Javier Culson     | PUR Porto Rico           | 49.46 s |
| 7                 | Mahau Suguimati   | BRA Brasil               | 49.63 s |
| 8                 | Raphael Fernandes | BRA Brasil               | 51.76 s |